# Forstwart
Der Forstwart ist in der Schweiz und in Österreich ein Ausbildungsberuf. Sein Aufgabenfeld ist das eines Forstwirtes.
In Deutschland war es früher die Bezeichnung für einen Beamten des mittleren Forstbetriebsdienstes mit der Laufbahnfolge Forstwart, Ober-Forstwart, Haupt-Forstwart und Betriebsinspektor. Er ging zumeist nach einer entsprechenden Fachausbildung aus dem Beruf des Waldarbeiters hervor. Diese mittlere Laufbahn ist in der staatlichen Forstverwaltung mittlerweile ausgelaufen. Innerhalb der privaten Forstverwaltungen ist die neue Laufbahn des Forsttechnikers an ihre Stelle getreten.

## Aufgaben
Forstwarte sind meist in Forstbetrieben angestellt, wobei sie die Tätigkeiten des deutschen Forstwirts erfüllen. Forstwarte haben aber auch andere Berufsmöglichkeiten:
| - forstliche Beratung - Arbeit in einer Forstbetriebsgemeinschaft | - Wildbach- und Lawinenverbauung - Forstschutzdienst | - Jagdschutzdienst - Berufsjäger | - Anstellung in Nationalparks |

Durch weitere Lehrgänge sind zudem Spezialisierungen möglich als Forstwart-Vorarbeiter, Forstmaschinenführer oder Seilkran-Einsatzleiter.

## Ausbildung

### Österreich
Wer die zweijährige Forstfachschule Traunkirchen – eine Bundesfachschule mit Ganztagscharakter, welche aus einem Exzerpt aller Fächer mit Forstbezug der ehemaligen dreijährigen Försterschule, errichtet wurde – erfolgreich absolviert, ist berechtigt, die staatliche Berufsbezeichnung „Forstwart“ zu führen. Forstwarte sind laut Gesetz, neben Absolventen der höheren Forstausbildungen mit Matura oder akademischem Abschluss, staatliche Forstorgane, und dürfen eine Waldfläche von bis zu 1000 Hektar alleinverantwortlich bewirtschaften. Die Bestellung eines Forstwartes für eine größere Fläche als 1000 Hektar darf dann erfolgen, wenn diese ein Teil einer noch größeren Waldfläche ist und für die Gesamtfläche zum Beispiel ein Forstingenieur oder ein Forstakademiker als Forstorgan bestellt ist. Die Schule kann alternativ auch nebenberuflich in kleinen Einheiten absolviert werden, wobei die sogenannten Externisten verpflichtende Unterrichtsstunden und Prüfungen auf mehrere Jahre – im Durchschnitt auf vier Jahre – aufteilen können.

#### Zukunft der Forstfachschule und des Berufsbildes
2008 startete auf Initiative des Österreichischen Forstfachverbands – Verband der Forstwarte (ÖFF) und des Bundesministerium für Land- und Forstwirtschaft, Umwelt und Wasserwirtschaft (BMLFUW) ein offizieller Ausbildungsevaluierungsprozess in den zuständigen Bundesministerien. Einige Jahre zuvor wollte die Bundesregierung mit einem Entwurf zur Forstgesetznovelle den Forstwart als Berufsgruppe abschaffen, in einer höheren Forstausbildungsstätte mit Maturaabschluss auflösen. Die Schließung der Forstfachschule war beschlossen. Der damalige Präsident und spätere Ehrenpräsident des Österreichischen Forstfachverbandes, Kommerzialrat Jürgen Auer, erreichte, dass die Regierung kurzfristig die Schließung der Schule zurücknahm, den Gesetzestext änderte und das Parlament per Abstimmung den Forstwart wieder zum staatlichen Forstorgan erhob. Journalisten bezeichneten Auer deshalb als Retter der Forstfachschule.
Evaluiert wird bis heute eine Ausbildungserweiterung, unter anderem auf EU-Standards und betriebswirtschaftliche Schwerpunkte, sowie die Schaffung einer damit verbundenen neuen Berufsbezeichnung und von Kompetenzerweiterungen, zum Beispiel Alleinbewirtschaftung von Flächen größer 1000 Hektar. 2012 teilte das zuständige Bundesministerium (BMLFUW) in einem Schreiben an den turnusmäßigen Nachfolger Auers als ÖFF-Präsident, Friedrich Leopold Hardegg, mit, dass im Sinne einer notwendigen Bundesfinanzierungsentscheidung die Voraussetzungen seitens der Forstfachschule bezüglich eines aufgewerteten Berufsbildes in Verbindung mit den geforderten Verbesserungen noch nicht erfüllt seien. Die verlangte, bislang nicht erfolgte Schaffung dieser Voraussetzungen erlangte 2024 neue Aktualität, weil im März ebendieses Jahres ein neues Land- und forstwirtschaftliches Berufsausbildungsgesetz (kurz „LFBAG 2024“) in Kraft trat, wodurch auch die neu geregelte Ausbildung zum „Meister“ (§ 39) im Ausbildungsbereich Forstwirtschaft zumindest partiell in Konkurrenz zur aktuellen Forstwart-Ausbildung steht.

### Schweiz

#### Forstwart EFZ
In der Schweiz ist der Forstwart ein Lehrberuf, die Lehre dauert drei Jahre. Die Lehrlinge werden dabei an den kantonalen Berufsschulen in den allgemeinbildenden Fächern und der Berufskunde unterrichtet. In den Kantonen Waadt und Genf ist die Ausbildung jedoch im kantonseigenen forstlichen Ausbildungszentrum, dem „Centre de Formation Professionnelle Forestière“, in Le Mont-sur-Lausanne zentriert. Die traditionell vom Waldwirtschaftsverband „WaldSchweiz – Verband der Waldeigentümer“ organisierten Einführungskurse für die Forstwart-Lehrlinge sind allerdings jeweils dezentral.

#### Weiterbildungsmöglichkeiten
Verkürzte Grundbildung
- Obstfachmann EFZ

Berufsprüfung mit eidgenössischem Fachausweis:
- Forstwart-Vorarbeiter
- Forstmaschinenführer
- Seilkran-Einsatzleiter
- Baumpflegespezialist
- Holzfachmann
- Natur- und Umweltfachmann

Höhere Fachschule:
- Dipl. Förster HF

Fachhochschule
- Bachelor of Science (FH) in Forstwirtschaft

- Forstingenieur

## Wettkampf
Seit 1970 finden die Weltmeisterschaften der Forstwarte und Holzfäller unter dem Namen International Association Logging Championship (IALC) statt. Dieser mehr auf handwerkliches Können bestehende Wettkampf wird auch als Berufsweltmeisterschaft bezeichnet.